# 蘇我姪娘
蘇我姪娘（めいのいらつめ、?—?），又名櫻井姬、日本飛鳥時代妃嬪，蘇我倉山田石川麻呂之三女。
姪娘為天智天皇之嬪，御名部皇女和阿閇皇女（後来的元明天皇）的生母。她有兩位姊姊，二姊是蘇我遠智娘也是天智天皇之嬪。她和天智天皇之嬪蘇我常陸娘、天武天皇之夫人蘇我大蕤娘（蘇我赤兄之女）是堂姐妹。據《大日本史》載，她或遠智娘其中一人是代替大姊入宮。
姐姐蘇我遠智娘死後，她将自己生的两个女儿和姐姐生的两个女儿一起养育。姐姐的女儿鸕野讃良皇女后来成为持統天皇。持統天皇之子草壁皇子之妃是姪娘之女阿閇皇女（元明天皇）。草壁死後，蘇我姪娘另一个女儿御名部皇女嫁给高市皇子为妃。

## 系譜
- 父：蘇我倉山田石川麻呂
- 姐妹：蘇我遠智娘
- 夫：天智天皇
- 子女：御名部皇女、阿陪皇女（元明天皇）
- 孫：長屋王、元正天皇、文武天皇、吉備内親王